# Gaejeong-dong
Gaejeong-dong (koreanska: 개정동) är en stadsdel i staden Gunsan i provinsen Norra Jeolla i den sydvästra delen av Sydkorea, 180 km söder om huvudstaden Seoul.